# Sân bay Nakhon Si Thammarat
Sân bay Nakhon Si Thammarat (tiếng Thái: ท่าอากาศยานนครศรีธรรมราช) (IATA: NST, ICAO: VTSF) là một sân bay tại Nakhon Si Thammarat, một thị xã ở tỉnh Nakhon Si Thammarat của Thái Lan. Sân bay này có một đường cất hạ cánh dài 2100 m rải bê tông nhựa.

## Các hãng hàng không và các điểm đến
- Nok Air (Bangkok-Don Mueang)
- Thai Air Asia (Bangkok-Don Mueang)
- Thai Lion Air (Bangkok-Don Mueang)